# Грейферний механізм

Двохкривошипний грейферний механізм кінознімального апарату «Конвас-автомат»

Грейферний механізм, гре́йфер (від нім. greifen — хапати) — різновид скакового механізму в стрічкопротяжних механізмах кіноапаратури, потрібен для переривчастого переміщення кіноплівки на крок кадру. У порівнянні з іншими типами скакових механізмів (петльовий, мальтійський, пальцевий) грейферний механізм забезпечує найвищу точність переміщення кіноплівки при найменших масі і шумності, і тому набув найбільшого поширення в кінознімальній апаратурі.

## Принцип дії
Грейфер вперше був використаний в 1895 році братами Люм'єр в апараті «Кінематограф». Принцип дії механізму запозичений у новітніх на момент його винаходу швейних машин. Грейферний механізм переміщує кіноплівку за допомогою одного або декількох зубів, що входять в перфорацію. Кілька зубів, розташованих один за одним уздовж одного ряду перфорації, утворюють грейферну гребінку, а зуби, що входять в протилежні ряди перфорації, утворюють грейферну вилку. Принцип роботи заснований на перетворенні обертового руху приводного валу в рух зуба за замкнутою плоскою траєкторією, що забезпечує чотири основні фази робочого циклу: вхід зуба в перфорацію, переміщення кіноплівки на крок кадру, вихід зуба з перфорації і назад до початку циклу. Робота грейфера синхронізується з роботою обтюратора таким чином, щоб після відкриття обтюратора кіноплівка залишалася нерухомою до його повного закриття. Зазвичай обидва механізми мають спільний привід.

## Робочий кут
Робочим кутом грейфера називається кут повороту ведучого валу механізму, за який відбувається переміщення кіноплівки на крок кадру. Відношення робочого кута до кута повного робочого циклу грейфера (як правило, 360°) відповідає ККД грейфера. Чим менший робочий кут грейфера, тим довше кіноплівка залишається нерухомою і тим довше обтюратор може бути відкритий. Для зменшення робочого кута в деяких типах кіноапаратури застосовуються грейферні механізми з прискорювачем, засновані на змінній кутовій швидкості ведучого вала, збільшується кулісним механізмом під час робочого ходу. Однак використання таких грейферів призводить до підвищених прискорень і навантажень на перфорацію, що приводять до її швидкого зносу, тому прискорювачі застосовуються тільки в спеціальній апаратурі, наприклад, для кінорегістрації відео. У деяких типах кінопроєкторів застосування грейфера з прискорювачем дозволяє взагалі відмовитися від обтюратора, підвищивши світлову ефективність і яскравість зображення на екрані.